# Стадіон 20-річчя незалежності (Худжанд)
Стадіон 20-річчя Незалежності Республіки Таджикистан — багатоцільовий стадіон, розташований у місті Худжанд (Таджикистан). Стадіон вміщує 25 тисяч глядачів, поле стадіону із природного газону.
Побудований у 2009 році на честь 20-річчя незалежності Республіки Таджикистан і тому отримав таку назву. На стадіоні окрім футбольних матчів проводяться змагання та з інших видів спорту, також проходять головні свята міста та країни. На стадіоні проводить свої домашні матчі футбольний клуб «Худжанд».
Збірна Таджикистану з футболу також провела на стадіоні кілька міжнародних матчів.